# Tutrakan
Tutrakan (bulgariska: Тутракан) är en ort i Bulgarien. Den ligger i kommunen Obsjtina Tutrakan och regionen Silistra, i den nordöstra delen av landet, 300 km nordost om huvudstaden Sofia. Tutrakan ligger 76 meter över havet och antalet invånare är 10 022.
Terrängen runt Tutrakan är platt. Runt Tutrakan är det ganska glesbefolkat, med 38 invånare per kvadratkilometer.. Det finns inga andra samhällen i närheten.
Trakten runt Tutrakan består till största delen av jordbruksmark.